# Référendum français sur le traité de Maastricht
Pour les articles homonymes, voir Référendum sur le traité de Maastricht.
Le référendum sur le traité de Maastricht a eu lieu en France le 20 septembre 1992. Il visait à ratifier le texte du traité de Maastricht préalablement signé à Maastricht par le président de la République François Mitterrand et les chefs d'État des onze autres États membres de la Communauté économique européenne.
La campagne sur ce vote est intense et marque fortement l'opinion au cours de l'année 1992. S'opposent le gouvernement favorable au « oui » mené par François Mitterrand et le Parti socialiste contre une partie minoritaire de la droite RPR au sein de laquelle le « non » trouve ses hérauts en les personnes de Philippe Séguin et de Charles Pasqua. Mitterrand et Séguin s'affrontent sur ce référendum dans un débat télévisé resté célèbre, le 3 septembre 1992. Mais le référendum sur le traité de Maastricht fait aussi apparaître des oppositions au sein de ces blocs traditionnels : à gauche, le Parti communiste, certains socialistes (Jean-Pierre Chevènement) et les écologistes (Les Verts) se prononcent contre ce traité et/ou pour sa renégociation, et à droite où une partie du RPR emmenée notamment par Jacques Chirac et Édouard Balladur milite clairement en faveur du « oui ».
Au début de la campagne, l'opinion publique d'abord donnée largement favorable au « oui » par les sondages, se fait de plus en plus circonspecte. Selon les commentateurs, l'implication de François Mitterrand dans les dernières semaines de la campagne référendaire fut décisive pour permettre au « oui » de l'emporter avec une faible avance, dans un vote où la participation (69,7 %) fut particulièrement haute pour un référendum.
Le référendum instaure notamment la monnaie commune européenne, l'ECU.

## Choix de la voie référendaire
Signés le 10 décembre 1991, les accords sur le traité sur l'Union européenne mettent en place la procédure d'adoption du texte. Après la signature du traité de Maastricht par les chefs d'État et de gouvernement en février 1992, les États doivent ratifier le texte. Une majorité choisit la voie parlementaire, plus sûre. En France, François Mitterrand se dirige également vers cette option.
Cependant, plusieurs évènement amènent le président français à changer d'avis. D'abord, au sein même du parti socialiste, plusieurs figures, dont Jean-Pierre Chevènement, se positionnent contre la ratification. Ensuite, le 5 mai 1992, Philippe Séguin développe à l'Assemblée nationale un argumentaire contre le traité, et appelle le gouvernement à recourir au référendum. Enfin, lors d'un référendum tenu le 2 juin, les Danois se prononcent contre le traité de Maastricht. C'est le lendemain de ce vote que François Mitterrand annonce, malgré la réticence de son gouvernement, que la ratification se fera par voie référendaire.

## Campagne référendaire
François Mitterrand prend fait et cause pour le « oui » dans un contexte politique agité, tant à l'intérieur (contestation de la Première ministre Édith Cresson) qu'à l'extérieur (Première Guerre du Golfe, effondrement de l'URSS). Bien qu'il ait toujours refusé de voir dans ce scrutin toute forme de plébiscite, son implication personnelle catalyse le rejet du texte par l'opposition de droite, laquelle s'oppose par ailleurs au présage, selon Philippe Séguin, d'une Europe qui « enterre la conception de la souveraineté nationale et les grands principes issus de la Révolution ».
En mai, François Mitterrand indique que le texte n'est pas négociable. Cette décision est critiquée à la fois par la droite mais aussi par une partie de la gauche pour qui cette position enferme le débat dans une fausse alternative « pour ou contre l'Europe » en laquelle ils ne se reconnaissent pas. En effet, si les communistes depuis leur opposition à l'Acte unique européen se montrent d'emblée opposés au traité, des forces de gauche, dont certaines issues du PC, comme les communistes refondateurs (Charles Fiterman), certains socialistes rassemblés autour de Jean-Pierre Chevènement et des écologistes regrettent le calendrier imposé qui compromet toute possibilité de renégociation du traité. À l'instar du Vert Alain Lipietz qui écrit « Contre Maastricht parce que pour l'Europe », la porte-parole, Dominique Voynet réclame une renégociation de ce traité qui consacre « une Europe des marchands et des technocrates ».
À droite, le gaulliste social Philippe Séguin qui s’était rapproché de l'aile droite du RPR, en la personne de Charles Pasqua, rassemble derrière le « non » une partie de la droite parlementaire ainsi que la droite souverainiste (Philippe de Villiers). L'extrême droite (principalement le Front national de Jean-Marie Le Pen), dans sa défiance générale vis-à-vis du processus européen, fait aussi campagne pour le « non », sans toutefois rejoindre la coalition autour de Philippe Séguin.
Selon plusieurs observateurs, notamment le journaliste Serge Halimi et le sociologue Jean-Marie Charon, les milieux journalistiques sont majoritairement favorables au traité, et tendent dans leur ensemble à appuyer les arguments du « oui »,,.
Le 3 septembre 1992, François Mitterrand et Philippe Séguin confrontent leurs points de vue dans le grand amphithéâtre de la Sorbonne. Ce débat est suivi par 20 millions de téléspectateurs et constitue un moment décisif de la campagne,.
À l'inverse, d'autres personnalités de droite se prononcent en faveur du traité : certaines sont plus proches du centre comme Valéry Giscard d'Estaing et Raymond Barre, d'autres sont des dirigeants du RPR comme Jacques Chirac et Édouard Balladur.

## Procédure parlementaire
Le 5 mai, Philippe Séguin dépose une exception d'irrecevabilité qu'il justifie par un discours de près de deux heures au projet de loi constitutionnelle préalable à la ratification du Traité. Celle-ci est rejetée.
Le 23 juin, le Parlement, réuni en Congrès à Versailles, adopte le projet de loi de révision constitutionnelle préalable à la ratification du traité de Maastricht.

## Résultats
| Choix                     | Votes      | %     |
| ------------------------- | ---------- | ----- |
| Pour                      | 13 162 992 | 51,04 |
| Contre                    | 12 623 582 | 48,96 |
|                           |            |       |
| Votes valides             | 25 786 574 | 96,59 |
| Votes blancs et invalides | 909 377    | 3,41  |
| Total                     | 26 695 951 | 100   |
| Abstentions               | 11 609 583 | 30,31 |
| Inscrits/Participation    | 38 305 534 | 69,69 |

Approuvez-vous le projet de loi soumis au peuple français par le Président de la République autorisant la ratification du traité sur l'Union européenne ?
| Oui : 13 162 992 (51,04 %) |  |  | Non : 12 623 582 (48,96 %) |
| ▲                          |  |  |                            |
| Majorité absolue           |  |  |                            |

## Suites
Treize ans après le référendum sur le traité de Maastricht, la campagne pour le référendum sur le traité établissant une Constitution pour l'Europe, en 2005, fait largement écho aux débats de 1992 et aux conséquences du vote sur l'évolution des traités ultérieurs.
Un sondage Ifop réalisé en mai 2019 indique que 52 % des Français voteraient contre le traité de Maastricht en cas d’organisation d'un nouveau référendum.

## Documentaire
- Michaël Moreau et Dimitri Queffelec, Maastricht, 30 ans après, 2021, 52 min. Diffusé en février 2022 sur Public Sénat[12],[2].

## Compléments